# 맥용 마이크로소프트 오피스 2008
맥용 마이크로소프트 오피스 2008(영어: Microsoft Office 2008 for Mac)은 2008년에 마이크로소프트에서 출시한 맥용 오피스로, 버전은 12.0이며, 공개 베타 테스팅 없이 출시되었다. 이 버전은 마이크로소프트 오피스 2004의 다음 버전이다. 오피스 2008은 원래 2007년에 출시하려고 했으나 버그 때문에 2008년 1월으로 출시가 지연되었다.

## 서비스팩 1
맥용 마이크로소프트 오피스 2008은 2008년 5월에 서비스팩 1을 무료로 공개했다. 하지만 설치 중 업데이트할 오피스 2008을 찾지 못했다는 에러 메시지를 띄우는 버그가 있기도 하였다.

## 에디션
맥용 마이크로소프트 오피스 2008은 세 가지 에디션으로 나뉜다. 앙투라지 2008, 액셀 2008, 파워포인트 2008, 워드 2008이 있다.
- 맥용 오피스 2008 홈 앤 스튜던트 에디션 (159,000)
- 맥용 오피스 2008 스텐다드 에디션
- 맥용 오피스 2008 스페셜 에디션

## 같이 보기
- 마이크로소프트 오피스 2007